# Nether Winchendon
Nether Winchendon est une paroisse civile et un village du Buckinghamshire, en Angleterre.